# Katharina Kuhlmann
Katharina Kuhlmann (n. 1 iulie 1977 în Hanovra) este o moderatoare TV și fotomodel german.

## Date biografice
Katharina Kuhlmann, a fost aleasă „Miss Tuning“ în anul 2003 la un concurs de frumusețe organizat la expoziția internațională "Tuning World Bodensee" din Germania. Kuhlmann a lucrat ca moderatoare TV din anul 2000 la posturile de televiziune germane ZDF, ProSieben, DSF  și Sat.1, ea lucrează și ca manechin. În anul 2007 ea apare pe prima pagină a unei reviste playboy și joacă roul unei prostituate în filmul "Vollidiot". Din anul 2008 este moderatoare la emisiuni despre automobile sport la motorvision.